# Ronaldo Flório
Ronaldo Florio (Recife, 04 de maio de 1954 – Recife, 03 de maio de 2008), conhecido como Jeveva, foi um artista plástico e escultor pernambucano. É conhecido por seus trabalhos sobrepondo cordas, tecidos, materais de origem vegetal, papeis, resinas, tinta acrílica, cera e outros tantos a uma variedade de suportes, como telas; pratos, jarras, garrafas e vasos cerâmicos; caixas e molduras.
Inicialmente, trabalhou como consultor de viagens na agencia de turismo CIRCUS. Inicialmente na Rua Matias de Albuquerque ( bairro de  Santo Antônio - Recife) e posteriormente, com a mudança da agencia para a Rua Dezessete de Agosto (bairo de Casa Fore - Recife), se desligou da empresa para se dedicar aos seus trabalhos como artista plástico.

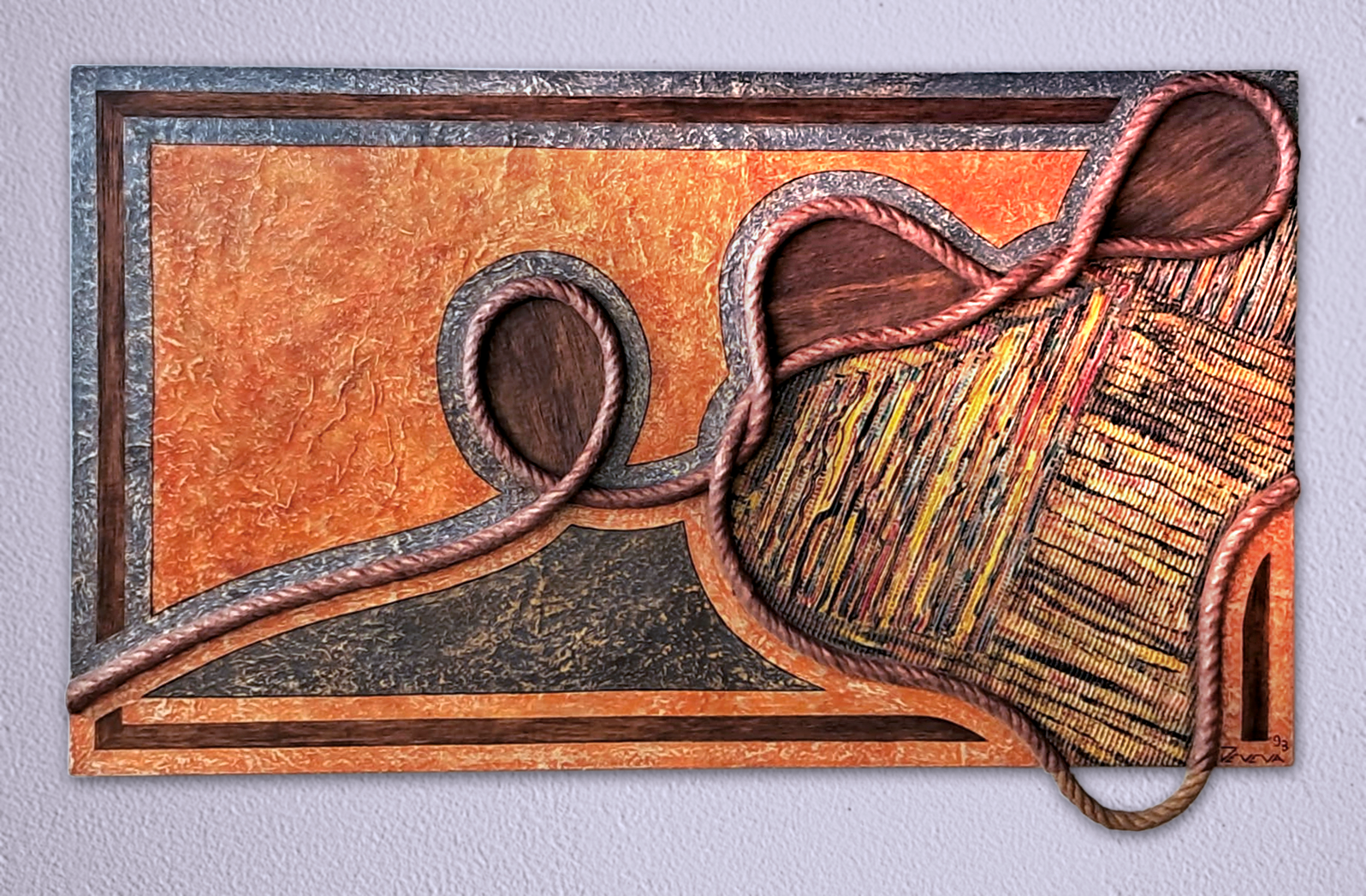
Obra de Jeveva realizada em 1993

Na década de 1980, foi reconhecido como precursor da técnica de agregar materiais naturais como as palhas da terra a outros suportes.

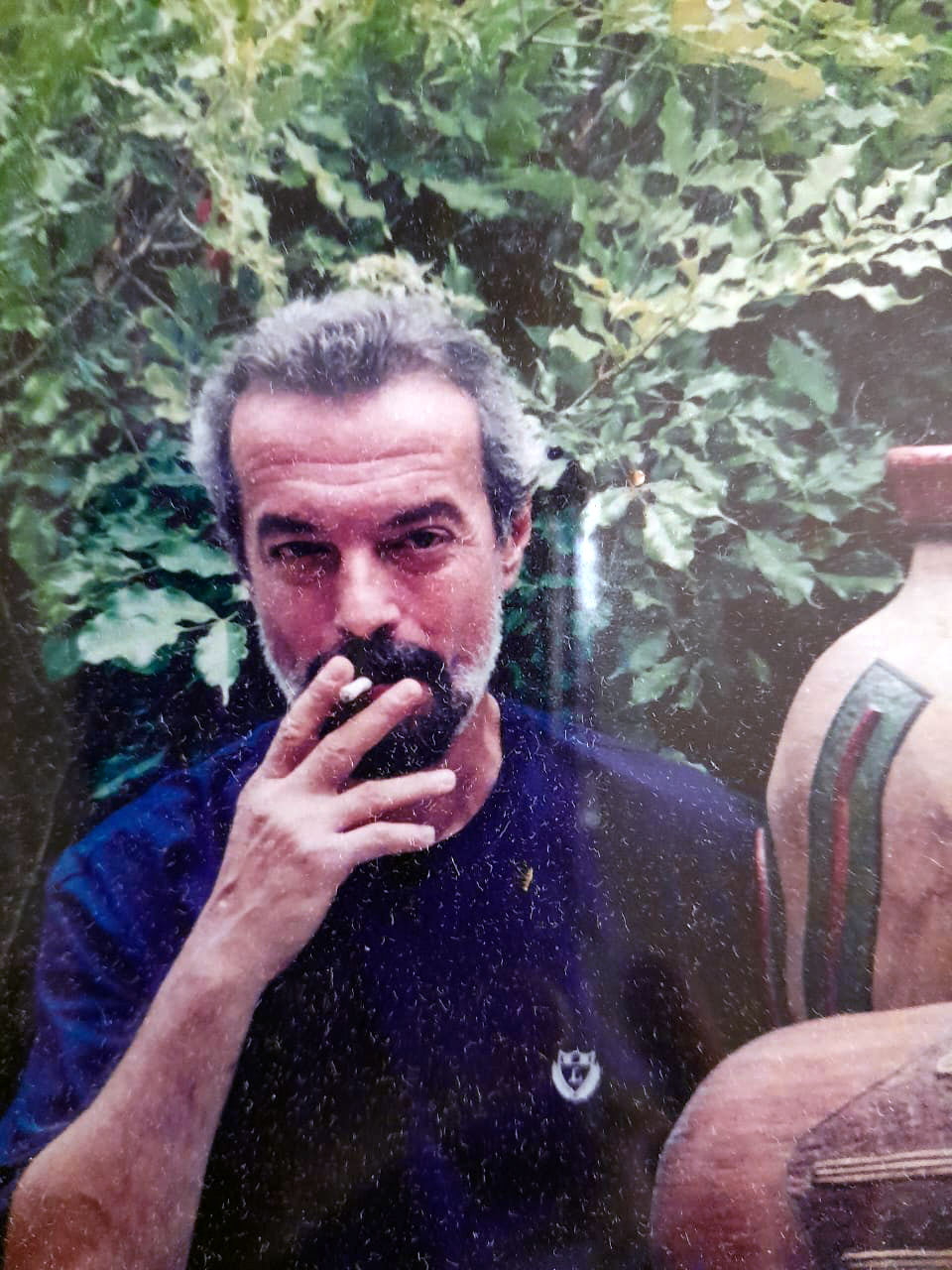
Fotografia de Jeveva

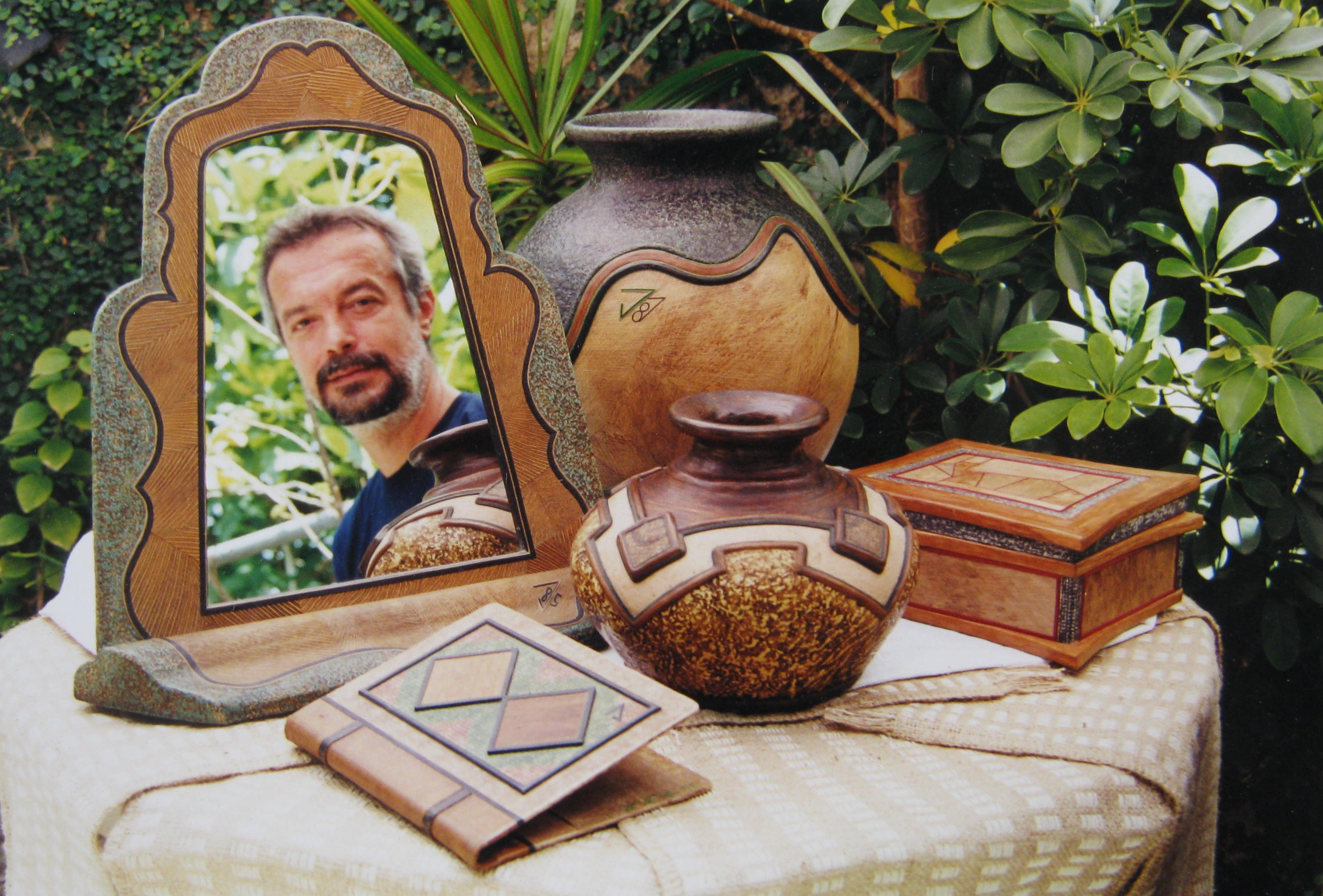

Faleceu na manhã do dia 3 de maio de 2008 aos 54 anos, no Hospital Agamenon Magalhães em decorrência de um enfarto agudo do miocárdio.

## Exposições
- 1987, Galeria Atelie Arte 2, com Rejane d'Amorim.[5]
- 1988, Galeria Acre, coletiva com Ana Veloso, Edilma Cavalcanti, Inalda Xavier, Petrúcio Nazareno, Wilson de Souza e Zenival.[6]

- 1989, Galeria Acre, coletiva com Ben Perruchi, Ferreira, Francisco Neves, Humberto Peixoto, Inalda Xavier, Jessica J. Orlando, Luiz Notare, Petrúcio Nazareno, Roberto Portela, Wiltons de Souza e Zenival.[7]